# Joachim Wüstenberg

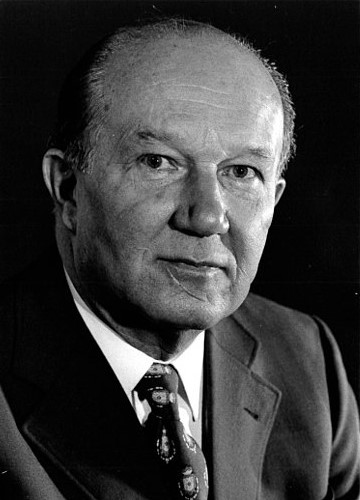
Joachim Wüstenberg

Joachim Wüstenberg (* 30. April 1908 in Klenzenhof bei Groß Pankow (Prignitz); † 4. Januar 1993 in Gelsenkirchen) war ein deutscher Hygieniker.

## Leben
Wüstenbergs Eltern waren der Domänenpächter Walter Wüstenberg und seine Frau Eva geb. Stein. Mit drei Geschwistern wuchs er auf der vorpommerschen Domäne Burow auf. Seit 1824 war sie in Wüstenbergscher Bewirtschaftung. Der Urgroßvater gehörte zum Freundeskreis von Fritz Reuter.
Wüstenberg besuchte das Gymnasium Stralsund und absolvierte ab Mitte der 1920er Jahre in den Ferien Segelkurse. In der Familie seiner Mutter gab es einige Marineoffiziere. Als er sich nach dem Abitur zur Reichsmarine meldete, scheiterte er am Sehtest. Die Ablehnung traf ihn schwer. Sein älterer Bruder studierte an der Friedrich-Schiller-Universität Jena Rechtswissenschaft und war Inaktiver beim Corps Franconia Jena. Wenn schon nicht Marine, dann wenigstens Medizin und natürlich Franconia. Im Sommersemester 1928 renoncierte er bei Franconia. Seine überragende Intelligenz fiel vom ersten Tage an auf. Er wurde am 17. Januar 1929 recipiert und für das Sommersemester 1929 zum Subsenior gewählt. Mit den beiden Conchargen blieb er bis ins hohe Alter freundschaftlich verbunden. Nach drei Aktivensemestern und 12 Mensuren wechselte er an die Universität Rostock. Es zog ihn an die See. Nach dem Physikum und einem „Skisemester“ an der Universität Innsbruck wechselte er an die Preußische Universität zu Greifswald. Dort bestand er 1933 das Staatsexamen. Die Medizinalpraktikantenzeit absolvierte er an der Universitätsfrauenklinik Greifswald, das praktische Jahr am Berliner Westendkrankenhaus. Von der Friedrich-Wilhelms-Universität zu Berlin wurde er 1935 zum Dr. med. promoviert.

### Gelsenkirchen
Nach zwei Jahren als wissenschaftlicher Assistent am Robert Koch-Institut übernahm er 1936 die Oberarztstelle am Hygiene-Institut des Ruhrgebiets, das von Max Gundel geleitet wurde. In Eckernförde, Plön und Kiel machte er Reserveübungen bei der Kriegsmarine. Er wurde 1940 eingezogen und habilitierte sich im selben Jahr an der Westfälischen Wilhelms-Universität für Hygiene. 1941 wurde er zum Privatdozenten ernannt und in das U-Boot-Forschungsinstitut berufen. Schreibtischhygieniker wollte er nicht sein. Beim Marinemedizinalamt erwirkte er die Versetzung auf ein U-Boot. In der Gruppe Monsun fuhr er 1943/44 als Oberstabsarzt auf U 178. In einem französischen Atlantikhafen sprengte die Besatzung das eigene Boot. Wüstenberg kam in amerikanische Kriegsgefangenschaft, wurde aber überstellt an die Engländer, die ihn bei der Bewältigung hygienischer Probleme benötigten. Sein älterer Bruder war bereits 1943 in der Orjoler Operation gefallen. Im Dezember 1945 aus der Gefangenschaft entlassen, nahm er seine Tätigkeit in Gelsenkirchen wieder auf. Er wurde 1949 einstimmig zum Direktor des Hygieneinstituts gewählt und 1951 in Münster zum apl. Professor ernannt. In Gelsenkirchen konnte er seine wissenschaftliche Phantasie und Vitalität ausleben. Mit dem darniederliegenden Ruhrgebiet identifizierte er sich so weitgehend, dass er Rufe der Johannes Gutenberg-Universität Mainz (1955) und der Christian-Albrechts-Universität zu Kiel (1957) ablehnte. Auch Präsident des Bundesgesundheitsamts als Nachfolger von Wilhelm Hagen wollte er 1957 nicht werden.

### Umwelt
Lange vor Herbert Gruhl und der Umweltbewegung erkannte er die Bedeutung ökologischer Politik. Er saß im Vorstand der Vereinigung Deutscher Gewässerschutz und des Vereins zur Förderung der Wassergüte, im Beirat der Deutschen Zentrale für Volksgesundheitspflege und im Ausschuss für Fragen der Reinhaltung der Luft, der Bekämpfung von Lärm und anderen Emissionen beim Bundesministerium für Arbeit und Soziales. Er war Vorsitzender der Länderarbeitsgemeinschaft Reinhaltung der Luft und der Kommission für die Erforschung der Wirkung luftverunreinigender Stoffe in der Deutschen Forschungsgemeinschaft. Über drei Amtsperioden war er Mitglied des Bundesgesundheitsrates.

### Privates
Seine 1939 geschlossene Ehe mit einer Gelsenkirchenerin wurde 1968 geschieden. Seine zweite Frau starb 1979 nach zehnjähriger Ehe. Der BGH-Richter Kurt Wüstenberg war sein Cousin.

## Ehrungen
- Präsident der Deutschen Gesellschaft für Hygiene und Mikrobiologie (1964)
- Johann Peter Frank-Medaille des Bundesverbandes der Ärztinnen und Ärzte des Öffentlichen
Gesundheitsdienstes (1980)[6]
- Großes Bundesverdienstkreuz[7] (1973)[8]
- Ehrenmitglied des Vereins der Ärzte des öffentlichen Gesundheitswesens
- Präsident des Deutschen Grünen Kreuzes
- Vorsitzender der Rudolf-Schülke-Stiftung (Schülke & Mayr)

## Werke
- mit Erdmut Steuer: Zur Badewasserhygiene unter besonderer Berücksichtigung des Badewassers offener Sommerbäder. Düsseldorf 1952.
- Erfahrungen mit den Richtlinien und Mindestanforderungen des Verbandes großstädtischer Milchversorgungsbetriebe. Nürnberg 1958.
- Der gegenwärtige ärztliche Standpunkt zum Problem der Beeinflussung der Gesundheit durch Luftverunreinigungen. Köln 1959.
- mit Alex Hoffmann: Untersuchungen über den Anteil von Kohle und Eisen im Staubniederschlag innerhalb des mittleren Ruhrgebietes.Wiesbaden 1963.
- Umwelteinflüsse und physische Gesundheit. Essen 1966.
- Probleme der Sozialhygiene. Essen 1966.
- Umwelthygiene, eine Gegenwarts- und Zukunftsaufgabe zur Erhaltung des menschlichen Lebens. : Probleme des Bauwesens als Wirtschaftsfaktor und Komponente der Umweltgestaltung. München 1968.
- 75 Jahre Hygiene-Institut des Ruhrgebiets Gelsenkirchen. Gelsenkirchen 1977.